# Vätske- och elektrolytrubbning
Vätske- och elektrolytrubbning är en grupp sjukdomar och patologiska tillstånd som har gemensamt att det är ett stört förhållande mellan mängden vatten relativt minst en elektrolyt (mineral), det vill säga att det är en rubbning i osmoregleringen. Sådana sjukdomar kan uppstå av felaktig kost och dryck eller som en konsekvens av ett annat tillstånd, till exempel en njursjukdom, allvarlig hyperhidros, diarré, läkemedel, en endokrin sjukdom eller cancer.
Mineraler verkar som joner i kroppens celler, och samverkar i cellaktiviteten med vatten. Sådana mineraler omfattar natrium, kalium, kalcium, fosfor, klorid, och magnesium, vilka intas med föda och dagligen utsöndras, huvudsakligen med urin. Tillsammans med vatten utgör mineralerna osmoregleringen, vilket är en central del av kroppens jämvikt (homeostas) på organ- och cellnivå. Sådana rubbningar kan därför få allvarliga systemiska konsekvenser, och ge symtom från flera kroppsfunktioner.